# سلطان سعود القاسمي
الشيخ سلطان سُعود القاسمي (1 يناير 1978 -) هو ناشط وكاتب وجامع لوحات ورجل أعمال إماراتي وزميل غير مقيم بكلية دبي للإدارة الحكومية والمؤسس والمدير التنفيذي لشركة بارجيل للأوراق المالية وزميل المدير في المختبر الإعلامي لمعهد ماساتشوستس للتقنية. وهو مختص في الشؤون العربية ويكتب في عدة صحف ومواقع مثل نيويورك تايمز وغيرها.
اشتهر عالميا إثر تغطيته لأحداث الربيع العربي عبر تويتر حيث كان مصدرا مهما للصحفيين. إذ نقل إلى اللغة الإنجليزية خطابات الرئيس الليبي آنذاك معمر القذافي بصفة آنية. أسس «مؤسسة بارجيل للفنون» وهي تحتوي على أكثر من 600 لوحة فنية لرسامين عرب وقامت مؤسسته بعدة عروض حول العالم.

## حياته
ينتمي سلطان بن سعود بن خالد القاسمي لقبيلة القواسم التي تحكم إمارة الشارقة ووالدته هي الشيخة ناعمة بنت ماجد القاسمي وهي أول معلمة إماراتية في التعليم النظامي منذ الستينات من القرن العشرين. حاز سلطان سعود القاسمي على الإجازة في إدارة الأعمال الدولية من الجامعة الأمريكية في باريس في 1998 وعلى الماجستير في الصيرفة العالمية والتمويل من الكلية الأوروبية للأعمال لندن في 2004.
درّس سلطان سعود القاسمي مادتي ريادة الأعمال والتاريخ في الكلية التقنية في دبي من 2008 إلى 2010. ينشط في مجال تمكين الشباب وفي ريادة الأعمال حيث شغل منصب رئيس مجلس إدارة فرع الإمارات لمؤسسة القيادات العربية الشابة لمدة ثلاث سنوات. وهو كذلك ناشط في موقع تويتر إذ اختارته مجلة فوربس الشرق الأوسط في المرتبة الأولى ضمن قائمة «أكثر 100 شخصية عربية حضورا على تويتر». كتب مقالات رأي في جريدة الإمارات اليوم. ويكتب مقالات رأي أيضا في جريدة ذا ناشيونال والموقع الإخباري المونيتور وسي إن إن.كوم وموقع ديموكراسي ناو. وكتب في فاينانشال تايمز وذي إندبندنت وذا غارديان وهافنغتون بوست وذا هيندو وذا ديلي ستار ونيويورك تايمز، وله مقال شهير في موقع موني وركس.
انبرى للدفاع عن دبي من التغطية الصحفية البريطانية لأزمة ديون دبي إذ كتب مقال رأي في صحيفة ذي إندبندنت البريطانية عنوانه «إذا كنتم تظنون دبي سيئة، أنظروا فقط لبلدكم نفسه». وهو مؤيد لمنح الجنسية الإماراتية لبعض المقيمين من ذوي الكفاءات حيث كتب مقال رأي في صحيفة غلف نيوز في 2013 يدعو فيه الدولة لمنح الجنسية للعلماء والأكاديمين ورواد الأعمال وغيرهم من الكفاءات. وقد أثار مقاله ردود فعل معارضة. وهو أيضا مؤسس «بارجيل للفنون» التي تُقام فيها معارض بشكل دوري لعرض هذه الأعمال للجمهور، حيث يزيد عدد المجموعة التي يقتنيها عن 600 عمل فني عربي وشرقي.
تضم مجموعته من الأعمال الفنية لوحات لضياء العزاوي ومروان قصاب باشا وغيرهم. وعرض لوحات مختارة من مجموعته في سنغفورة وفي متحف آغا خان للفن الإسلامي في تورونتو بكندا وفي معهد العالم العربي في باريس.
عُين منذ صيف 2014 زميل المدير في المختبر الإعلامي لمعهد ماساتشوستس للتقنية. وأنشأ «صندوق ثامر سلمان للتضامن التربوي» عقب وفاة قريبه ثامر بن سلمان القاسمي وقد أسس الصندوق في الجامعة الأمريكية في باريس فضاء للمعلوماتية تخليدا لثامر بن سلمان. وكان عضوا في لجنة تحكيم الدورة العاشرة من «جائزة الشيخة منال للفنانين الشباب» في 2016.
وقدّم منذ 2016 مقاطع فيديو في موقع +AJ تحت عنوان «لوحة+»، يعرض فيها لوحات ويحللها. وهو ناشط أيضا في ميدان توثيق المعمار في إمارة الشارقة ويكتب كتابا حوله. سوف يدرّس في خريف 2021 مقرر عنوانه «سياسات الفن الشرق الأوسطي المعاصر» في جامعة براندايس ودرّس في 2020 و2021 في الجامعة الأمريكية في باريس ودرّس في 2019 في كلية بوسطن وقد درّس في سنة 2018 و2019 في جامعة جورجتاون وفي 2017 و2018 في جامعة ييل. وهو عضو في لجنة المحافظة على التراث، في الإمارات.
يدرس منذ يناير 2023 في كلية بارد في برلين. وأنشأ في نفس المدينة "مجلس برلين الثقافي" وهو اجتماع دوري للمهتمين بالثقافة والفن العربيين يستضاف فيه أحد الرسامين أو الأكاديميين أو الفنانين الذين لديهم علاقة بمختلف مجالات الثقافة العربية. كان الضيف الأول هو جامع اللوحات اللبناني زياد دلول.

## آراؤه
هو مؤيد لمنح الجنسية لبعض الوافدين في دولة الإمارت من ذوي الكفاءة.

## الجوائز
- جائزة الشيخ راشد للتميز الأكاديمي، 2006
- جائزة داعمي الفنون، هيئة دبي للثقافة والفنون، 2010
- 253# في «أقوى 500 شخصية عربية 2011»، أريبيان بزنس
- 1# في «أكثر 100 شخصية عربية حضورا على تويتر»، فوربس الشرق الأوسط
- 82# في «أقوى 100 عربي»، جلف بيزنس، 2013
- 63# في «أقوى 100 عربي»، جلف بيزنس، فبراير 2014
- 28# في «قائمة أقوى 100 عربي تحت سن الأربعين»، أريبيان بزنس، أبريل 2015
- الدكتوراه الفخرية، من الجامعة الأمريكية في باريس، 23 مايو 2017
- 39# في قائمة «40 تحت سن الأربعين»، مجلة أبولو، 2017
- 19# في «مؤشر قادة الرأي العرب»، معهد غوتليب دوتفايلر، 2018
- ضمن قائمة «أقوى 100»، مجلة أموال، يناير 2020[11]
- جائزة الإبداع الثقافي، مؤسسة تكريم، 2025

## أعماله
- الإمارات بأعين عربية، بالاشتراك مع عبد الخالق عبد الله، دار كُتَّاب للنشر، 2025
- محور «العالم العربي: مجموع الأجزاء المكونة له» في كتاب «سجل من تاريخ لم يكتمل: الفن العربي من الحديث إلى المعاصر/أعمال من مؤسسة بارجيل للفنون»، إشراف: عمر خليف، نشر: رواق وايتتشابل، 2015 (بالإنجليزية)
- بناء الشارقة (بالاشتراك مع تود رايس)، 2021 (بالإنجليزية)

## المقالات
- تأثير الإسلام على الفن العربي الحديث، كتاب "مالشمس تظهر للعينين من بعد"، دار "كاف"، بيروت، 2025 (كتاب جماعي)

## وصلات خارجية
- الموقع الرسمي